# One and the Same
One and the Same (in italiano: uno e lo stesso) è il singolo, colonna sonora del film Programma protezione principesse, delle attrici e cantanti statunitensi Demi Lovato e Selena Gomez, pubblicato nel 2008.

## Classifiche
| Classifica (2009) | Posizione massima |
| ----------------- | ----------------- |
| Stati Uniti       | 82                |